# Stratec

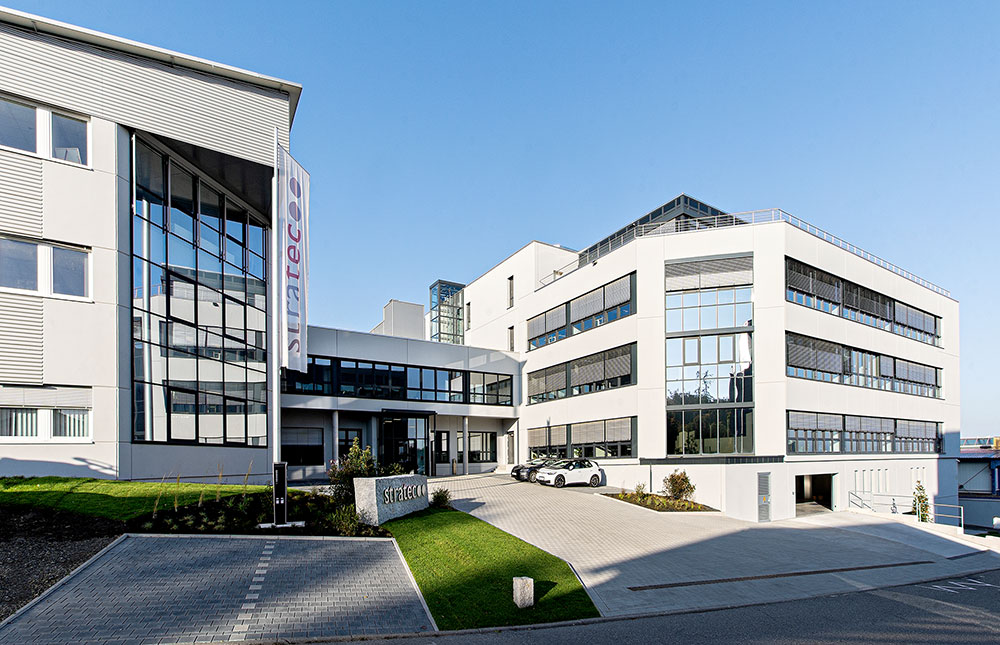
STRATEC Hauptsitz Birkenfeld

Die Stratec SE (Eigenschreibweise STRATEC oder stratec) ist ein weltweit agierendes Unternehmen, welches vollautomatische Analysensysteme, Software und intelligente Verbrauchsmaterialien für Partner in der In-vitro-Diagnostik und im Bereich Life Science entwickelt und produziert. Die Produkte des Unternehmens finden in den technologischen Bereichen Immunoassays, Molekulardiagnostik, Immunhämatologie und Hämatologie Anwendung.
Als OEM-Lieferant (Original Equipment Manufacturer) werden die Produkte überwiegend in Zusammenarbeit mit Kunden entwickelt, die die Produkte anschließend unter deren eigener Marke vertreiben. Zu den Kunden von Stratec zählen Diagnostikkonzerne wie Roche, Bio-Rad, DiaSorin oder Hologic.

## Geschichte
Das Unternehmen wurde 1979 in Birkenfeld gegründet. Die damalige Produktpalette fokussierte sich zunächst auf Abfüllanlagen im Lebensmittelsektor. 1987 erweiterte Stratec ihre Geschäftstätigkeit in den Bereich der Medizintechnik. Ein Jahrzehnt später, 1998, ging das Unternehmen an die Börse.
2005 wurde die 100%ige Tochtergesellschaft in der Schweiz, Stratec Switzerland AG, gegründet, gefolgt von der rumänischen Niederlassung Stratec Biomedical S.R.L. im Jahr 2008.
Mit der Akquisition des ungarischen Unternehmens Diatron erweitert Stratec im April 2016 das Produktportfolio um standardisierte diagnostische Analysensysteme für die Human- und Veterinärdiagnostik. Im Juni 2016 kam ein weiteres Unternehmen hinzu: die Sony DADC BioSciences GmbH mit Sitz in Anif bei Salzburg, jetzt Stratec Consumables GmbH. Das Unternehmen ist führender OEM-Hersteller für Smart Consumables im Bereich Life Science und Diagnostik.
Die Umwandlung der Rechtsform in eine Europäische Aktiengesellschaft (Societas Europaea, SE) mit dem Namen Stratec SE erfolgte im November 2018. Die Stratec SE war ab April 2020 bis zum 9. Mai 2025 im SDAX, einem Aktienindex der Deutschen Börse, gelistet. Die Auslistung erfolgte aufgrund nicht fristgerechter Vorlage der geprüften Geschäftsberichte.
Im Juli 2023 gab Stratec bekannt, die Akquisition des US-amerikanischen Unternehmens Natech Plastics, Inc., mit Sitz in Ronkonkoma, NY, abgeschlossen zu haben. Natech entwickelt und produziert hochkomplexe polymerbasierte Verbrauchsmaterialien für Kunden aus den Bereichen Medizintechnik, In-vitro-Diagnostik, Life Sciences, Konsumgüter sowie spezialisierter Verpackungslösungen.

## Standorte
Der Hauptsitz des Unternehmens befindet sich seit der Gründung in der baden-württembergische Gemeinde Birkenfeld im Enzkreis, Ortsteil Gräfenhausen. Daneben ist die Gesellschaft durch Niederlassungen oder Entwicklungs- und Produktionsstätten international vertreten in Beringen (Schweiz), Miami (USA), Cluj-Napoca (Rumänien), Budapest (Ungarn), Anif (Österreich) und Taicang (China).